# Nazis at the Center of the Earth
Nazis at the Center of the Earth és una pel·lícula de ciència-ficció i nazisploitation directament a vídeo produïda per The Asylum i protagonitzada per Dominique Swain i Jake Busey. Va ser llançada el 24 d'abril de 2012 en Blu-ray Disc i DVD. El llançament del Regne Unit es va anomenar Bloodstorm.

## Trama
El 10 de maig de 1945, en un aeroport secret prop de Wurtzberg, Alemanya, el científic nazi Dr. Josef Mengele, juntament amb altres metges i soldats, es preparen per marxar cap a un lloc desconegut amb un paquet misteriós. Aviat són emboscats per les forces aliades, però escapen amb èxit.
En l'actualitat, un grup d'investigadors a l'Antàrtida, entre ells la doctora Paige Morgan, són segrestats per un grup de soldats amb màscara de gas que porten braçalets amb l'esvàstica i arrossegats a un entorn ocult al centre de la Terra. Allà, descobreixen que el doctor Josef Mengele i un grup de soldats nazis supervivents estan planejant una invasió de la superfície de la Terra per crear un Quart Reich.

## Repartiment
- Dominique Swain com a Dr. Paige Morgan
- Jake Busey com Adrian Reistad
- Joshua Michael Allen com a Lucas Moss
- Christopher Karl Johnson com el Dr. Josef Mengele
- Lilan Bowden com a May Yun
- Trevor Kuhn com a Brian Moak
- Adam Burch com Mark Maynard
- Marlene Okner com a Sije Lagesen
- Maria Pallas com Angela Magliarossa
- Andre Tenerelli com Aaron Blechman
- Abderrahim Halaimia com a Rahul Jumani
- James Maxwell Young com a Adolf Hitler

## Producció
Lawson va rebre l'encàrrec de director després de llegir el guió i presentar-se com a director a la tardor del 2011. La pel·lícula va trigar menys de quatre mesos a fer-se. A Asylum, Lawson va dir: "Són un estudi de cinema de baix pressupost,[…] Sabia molt bé que aquesta seria una pel·lícula B. Vam tenir un rodatge de 12 dies i un pressupost molt per dessota dels 200.000 dòlars."
Tota la pel·lícula va ser guionitzada pel director per rodar abans que comencés la producció el novembre de 2011. Les ubicacions de la pel·lícula van incloure Willow Studios a Los Angeles (subterrani al búnquer nazi i l'estació de Nifleheim), Blue Cloud Ranch a Santa Clarita (escenes d'obertura de la nit de guerra i la caverna) i els estudis Asylum (passadissos, laboratoris, sales mèdiques, violacions). escenes i escenes virtuals de pantalla verda).
La pel·lícula presenta un dels recomptes de plans d'efectes visuals més alts en una pel·lícula d'Asylum, 379, i els efectes es van completar en només quatre setmanes. En el seu comentari, el director Joseph J. Lawson cita com a influències visuals Steven Spielberg, Peter Jackson, Sam Raimi, John Carpenter, John Landis, David Lean, J. J. Abrams i Robert Rodriguez.

## Recepció
La reacció de la crítica i de l'audiència a la pel·lícula s'ha barrejat amb tot, des de "escombraria absoluta" fins a "la pel·lícules Citizen Kane d'Asylum".